# Lophopilumnus globosus
Lophopilumnus globosus is een krabbensoort uit de familie van de Pilumnidae. De wetenschappelijke naam van de soort is voor het eerst geldig gepubliceerd in 1988 door Davie.